# Ordre du Mérite national (Mauritanie)
Pour les articles homonymes, voir Ordre du Mérite.
L'ordre du Mérite national est l'un des deux ordres honorifiques nationaux de Mauritanie. Il récompense les exercices éminents rendus à la Nation. 
Le Grand Maître de l'ordre du Mérite national est le Chef de l'État mauritanien. 

## Historique
L'ordre du Mérite national a été créé le 2 novembre 1961,.

## Composition
L'ordre comporte 3 grades et 2 dignités :

### Grades

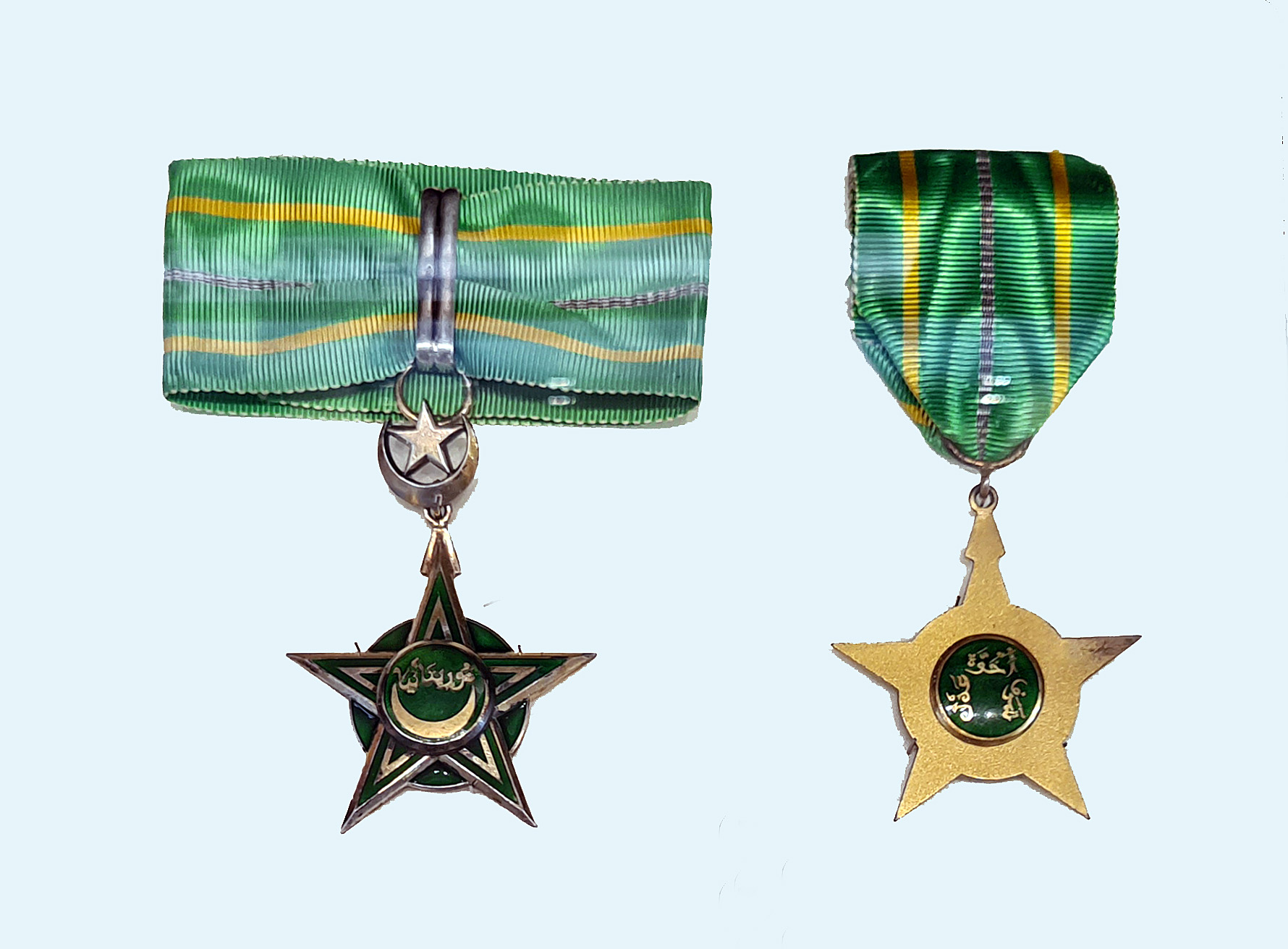
Insignes de Commandeur et de Chevalier.

- Chevalier
- Officier
- Commandeur

### Dignités
- Grand officier
- Grand cordon